# Paugnut State Forest
Paugnut State Forest ist ein State Forest im US-Bundesstaat Connecticut auf dem Gebiet der Gemeinden Torrington und Winchester. Die Verwaltungsgebäude des Forsts im Stil des Arts and Crafts wurden 1937 vom Civilian Conservation Corps erbaut und liegen im heutigen Burr Pond State Park. Das Paugnut Forest Administration Building wurde am 5. September 1986 in das National Register of Historic Places eingetragen. Weitere historische Spuren sind die Fundamente der Kondensmilch-Fabrik von Gail Borden am Burr Pond. Sie stammen aus dem Jahr 1857.

## Geographie
Der Forst liegt auf den Höhen über dem Tal des Still River, der von Südwesten nach Nordosten fließt und in den Farmington River mündet. Der Walnut Mountain mit 1310 ft (402 m) über dem Meer ist die Höchste Erhebung.

## Freizeitaktivitäten
Der Forst wird von mehreren Wanderwegen durchzogen. Der John Muir Trail verbindet den Burr Pond State Park und den Sunnybrook State Park, die, jeweils nördlich bzw. südlich, direkt an den Forst angrenzen.